# Lista de deputados estaduais da Paraíba da 20.ª legislatura
Esta é a lista de deputados estaduais da Paraíba para a legislatura 2023–2027. Nas eleições estaduais na Paraíba em 2022, em 2 de outubro de 2022, foram eleitos 36 deputados estaduais, dos quais 23 foram reeleitos.

## Deputados Estaduais
- Nota 1: Em negrito, os deputados reeleitos (por quociente partidário ou por média).
- Nota 2: Em itálico, os deputados eleitos por média.

| Nome              | Partido       | Votos nominais | Notas | Ref         |
| ----------------- | ------------- | -------------- | --- | ----------- |
| Adriano Galdino   | Republicanos  | 59.329 (2,64%) | |             |
| Wallber Virgolino | PL            | 49.419 (2,20%) | |             |
| Felipe Leitão     | PSB           | 48.277 (2,15%) | |             |
| Fábio Ramalho     | PSDB          | 48.260 (2,15%) | | [ 3 ]       |
| Eduardo Carneiro  | Solidariedade | 47.535 (2,12%) | |             |
| Wilson Filho      | Republicanos  | 47.129 (2,10%) | |             |
| Michel Henrique   | Republicanos  | 46.699 (2,08%) | |             |
| João Paulo        | PP            | 46.088 (2,05%) | |             |
| Chico Mendes      | PSB           | 43.068 (1,92%) | |             |
| Tanilson Soares   | PSB           | 42.087 (1,87%) | |             |
| Tião Gomes        | PSB           | 41.806 (1,86%) | |             |
| Júnior Araújo     | PSB           | 41.800 (1,86%) | |             |
| Dra. Jane Panta   | PP            | 41.277 (1,84%) | | [ 4 ]       |
| Márcio Roberto    | Republicanos  | 40.909 (1,82%) | Chegou a ter sua candidatura a deputado estadual indeferida pelo Tribunal Superior Eleitoral (TSE) após o Tribunal de Contas da União (TCE) reprovar suas contas durante o período em que ele foi prefeito de São Bento. Após uma retotalização de votos, Bosco Carneiro assumiu a vaga e permaneceu até dezembro de 2024, quando o Supremo Tribunal Federal (STF) votou a favor da anulação da cassação dos direitos políticos de Márcio Roberto. | [ 5 ] [ 6 ] |
| Francisca Motta   | Republicanos  | 40.230 (1,79%) | |             |
| Drª. Paula        | PP            | 38.799 (1,73%) | |             |
| João Gonçalves    | PSB           | 37.431 (1,67%) | |             |
| Danielle do Vale  | Republicanos  | 37.235 (1,66%) | |             |
| Caio Roberto      | PL            | 36.809 (1,64%) | |             |
| Galego de Sousa   | PP            | 34.452 (1,53%) | |             |
| Dr. Taciano Diniz | UNIÃO         | 33.779 (1,50%) | |             |
| Jutay Meneses     | Republicanos  | 33.272 (1,48%) | |             |
| Camila Toscano    | PSDB          | 32.586 (1,45%) | |             |
| Cida Ramos        | PT            | 31.819 (1,42%) | |             |
| Hervázio Bezerra  | PSB           | 31.798 (1,42%) | |             |
| Branco Mendes     | Republicanos  | 31.202 (1,39%) | |             |
| Chió              | REDE          | 28.569 (1,27%) | |             |
| George Morais     | UNIÃO         | 26.733 (1,19%) | |             |
| Anderson Monteiro | MDB           | 25.218 (1,22%) | |             |
| Inácio Falcão     | PCdoB         | 24.266 (1,08%) | |             |
| Dr. Romualdo      | MDB           | 24.075 (1,07%) | |             |
| Tovar Lima        | PSDB          | 23.577 (1,05%) | |             |
| Dr. Eduardo Brito | Solidariedade | 22.778 (1,01%) | |             |
| Luciano Cartaxo   | PT            | 22.272 (0,99%) | |             |
| Gilbertinho       | UNIÃO         | 21.893 (0,97%) | |             |
| Sargento Neto     | PL            | 20.602 (0,92%) | | <           |

## Suplentes que assumiram
| Nome                | Partido                                              | Votos nominais | Titular                        | Motivo                                                            | Data que assumiu       | Data de saída | Ref    |
| ------------------- | ---------------------------------------------------- | -------------- | ------------------------------ | ----------------------------------------------------------------- | ---------------------- | ------------- | ------ |
| Silvia Benjamin     | Republicanos                                         | 19.401         | Wilson Filho (Republicanos)    | Licenciou-se por 2 meses para retirar um tumor do fêmur           | 11 de abril de 2023    |               |        |
| Nilson Lacerda      | UNIÃO                                                | 18.109         | Dr. Taciano Diniz (UNIÃO)      | Licenciou-se para tratar de assuntos pessoais                     | 3 de maio de 2023      |               | [ 10 ] |
| André Gadelha       | MDB                                                  | 18.374         | Anderson Monteiro (MDB)        |                                                                   | 13 de junho de 2023    |               | [ 11 ] |
| Alexandre de Zezé   | Republicanos                                         | 18.582         | Jutay Menezes (Republicanos)   | Acordo com o Republicanos para beneficiar os suplentes do partido | 15 de agosto de 2023   |               | [ 12 ] |
| Airton Pires        | UNIÃO                                                | 17.438         | Gilbertinho (UNIÃO)            |                                                                   | 13 de dezembro de 2023 |               | [ 13 ] |
| Leonice Lopes       | Republicanos                                         | 3.413          | Francisca Motta (Republicanos) |                                                                   | 19 de dezembro de 2023 |               | [ 14 ] |
| Juscelino do Peixe  | Solidariedade (eleito 3º suplente pelo Republicanos) | 9.859          | Bosco Carneiro (Republicanos)  |                                                                   | 19 de dezembro de 2023 |               | [ 15 ] |
| Professor Francisco | REDE (Federação PSOL REDE)                           | 5.098          | Chió (REDE)                    |                                                                   | 8 de janeiro de 2024   |               | [ 16 ] |
| Tarcísio Jardim     | PP                                                   | 12.081         | João Paulo (PP)                | Licenciou-se por 124 dias para tratamento de saúde                | 12 de março de 2024    |               | [ 18 ] |
| Lucinha Lima        | Avante (eleita 1ª suplente pelo PSD)                 | 21.059         | Felipe Leitão (PSD)            |                                                                   | 2 de abril de 2024     |               | [ 19 ] |
| Sargento Rui        | PL                                                   | 15.760         | Sargento Neto (PL)             | Assumiu a Secretaria de Serviços Urbanos de Campina Grande        | 15 de maio de 2024     |               | [ 20 ] |
| Manoel Ludgério     | PSDB                                                 | 23.492         | Fábio Ramalho (PSDB)           | Licenciou-se por 121 dias                                         | 11 de junho de 2024    |               | [ 21 ] |
| Dinho Papa-Léguas   | PSDB                                                 | 12.672         | Tovar Lima (PSDB)              | Licenciou-se por 121 dias                                         | 4 de julho de 2024     |               | [ 22 ] |
| Cicinho Lima        | PL                                                   | 15.703         | Caio Roberto (PL)              | Licenciou-se por 120 dias                                         | A definir              |               | [ 23 ] |
| Félix Araújo Filho  | REDE (Federação PSOL REDE)                           | 4.000          | Chió (REDE)                    | Licenciou-se por 121 dias para tratamento de saúde                | 29 de abril de 2025    |               | [ 24 ] |